# 有田光雄
有田 光雄（ありた みつお、1930年2月22日 - ）は、日本の労働運動家。島根県出身。子息は立憲民主党の衆議院議員で、参議院議員(2期)・ジャーナリストの有田芳生。　

## 経歴
- 鳥取大学・鳥取農林専門学校卒業。農林省に勤めるが、レッド・パージ後は下関市の大林組で働く。その後、京都府庁に勤める。その間、京都府職員労働組合、全日本自治団体労働組合（自治労）中央執行委員・立命館大学講師などを務める。
- 1979年1月、山田芳治の京都府知事選挙立候補による失職、玉置一徳死去による欠員が生じたために執行された衆議院京都2区補欠選挙に日本共産党公認で立候補するも敗れる。
- 1980年6月、第36回衆議院議員総選挙に立候補するも敗れる。
- 1983年8月7日に、前尾繁三郎、谷垣専一の両衆院議員死去に伴う京都2区補欠選挙に立候補。一度は、近畿放送によって当選確実と報道されるが、野中広務に劇的な逆転負けを喫する。同年12月、第37回衆議院議員総選挙に最後の立候補をするが、寺前巌とともに、共倒れとなり敗れる。
- また、第15回参議院議員通常選挙に日本共産党の参議院比例区の名簿に登載されるが、落選。終に国政進出はかなわなかった。

## 人物
- 後に、息子の芳生が新党日本から国政選挙に立候補するが、光雄は日本共産党員で他党になるため応援していない。
- 2016年5月23日付の『しんぶん赤旗』の写真のキャプションで息子の芳生が「1人おいて」と省略された際には「赤旗」編集長に宛てて質問状を出した。『しんぶん赤旗』は23日中にツイッターで謝罪を行うとともに、web版では芳生が紹介された[1]。

## 著書
- 『革新自治体下の労働組合運動』汐文社、1974年
- 『地方自治体と労働組合運動』学習の友社、1976年
- 『住民自治と公務労働』自治体研究社、1979年
- 『わが青春の断章』あゆみ出版、1985年　有田和子共著
- 『物語 京都民主府政』大月書店、1985年
- 『公共性と公務労働論の探究』白石書店、1993年
- 『自治体労働運動――過去・現在・未来』労働旬報社、1991年
- 『民主経営の管理と労働』同時代社、1996年
- 『民主経営と労働運動』同時代社、1997年
- 『非営利組織と民主経営論』かもがわ出版、2000年

## 論文
- 国立情報学研究所収録論文 国立情報学研究所.2010-05-12閲覧。